# Baszta Tkaczy w Stargardzie
Baszta Tkaczy (zw. także Lodową) – baszta w Stargardzie, zbudowana w połowie XV wieku. Kształtem zbliżona jest do Baszty Morze Czerwone, ale jest nieco niższa, jej wysokość wynosi 31 m. Część cylindryczna opiera się na kwadratowej podstawie, a część górna zwieńczona jest krenelażem, nad którym wznosi się ceglany stożek. Baszta Lodowa, kolegiata Mariacka i pozostałe mury obronne rozporządzeniem Prezydenta RP z dnia 17 września 2010 została uznana za pomnik historii.
Elewacja posiada dekoracje z glazurowanej cegły, układanej w szachownice w części kwadratowej i w romby w części cylindrycznej. W przyziemiu mieści się loch więzienny, a całość baszty wewnątrz dzieli  się na osiem poziomów, przystosowanych do obserwacji i obrony.
W końcu XIX wieku, kiedy przystąpiono do rozbiórki znacznej części murów obronnych baszta miała być rozebrana, gdyż znalazła się na środku Koenigstr. (niem. Królewskiej, obecnie Krzywoustego). Ostatecznie przeważyły zdania tych, którzy chcieli zachować najcenniejsze elementy obwarowań miasta.
W latach 1992–1993 pracownia Konserwacji Zabytków „Zamek” ze Szczecina przeprowadziła remont baszty. W ramach prac konserwatorskich zamurowano uszkodzone fragmenty tarasów, wymieniono zmurszałe cegły, uzupełniono spoiny oraz wykonano brakujące zamknięcia wejść do baszty.
W roku 2006 baszta wraz z kilkunastoma innymi stargardzkimi zabytkami została włączona do Europejskiego Szlaku Gotyku Ceglanego.

## Nazwa
Nazwa baszty przyjęła się stąd że w przypadku ewentualnego konfliktu odcinek murów pomiędzy bramą Pyrzycką a basztą Tkaczy, miał być broniony właśnie przez cech tkaczy.
Od XVIII wieku, w pomieszczeniach dawnego lochu zaczęto magazynować lód, wtedy to też upowszechniła się druga nazwa baszta Lodowa.